# Riccardo Meggiorini
Riccardo Meggiorini (Isola della Scala, 1985. szeptember 4. –) olasz labdarúgó, a Chievo Verona csatára.
Az olasz utánpótlás-válogatottal részt vett a 2004-es U19-es labdarúgó-Európa-bajnokságon.

## Sikerei, díjai
- Serie A: 2004–05